# Iran Fara Bourse Securities Exchange
Die Iran Fara Bourse Co. (IFB), auch bekannt als Farabourse, ist eine Börse für Wertpapiere und andere Finanzinstrumente in Teheran, Iran, die unter der offiziellen Aufsicht der Securities and Exchange Organization (SEO) betrieben wird.

## Geschichte
IFB fungiert als Selbstregulierungsorganisation, die die Aktivitäten ihrer Makler und Mitglieder regelt. Das Unternehmen wurde am 12. November 2008 gegründet und seine Transaktionen in vier Marktsegmenten begannen offiziell am 28. September 2009. Die IFB bietet einen Markt für sowohl börsennotierte als auch nicht börsennotierte Wertpapiere. Derzeit gibt es fünf Marktsegmente: Erster Markt, Zweiter Markt, Dritter Markt, Basismarkt und Markt für moderne Finanzinstrumente. IFB ist Mitglied der Federation of Euro-Asian Stock Exchanges (FEAS) sowie des Stock Exchanges Forum der Mitgliedstaaten der Organisation für Islamische Zusammenarbeit (OIC). Die Gründung der Iran Fara Bourse Company ist einer der wichtigsten Schritte zur Entwicklung des Kapitalmarktes im Iran und zur Diversifizierung der auf dem Wertpapiermarkt gehandelten Finanzinstrumente. Im Jahr 2013 begann Farabourse im September 2014 mit dem Angebot börsengehandelter Fonds und Immobilien-ETFs. Eine Umfrage, die auf den jährlichen öffentlichen Berichten und Antworten von 17 Börsenmitgliedern basiert, ergab, dass der Handelswert der Iran Fara Bourse im Jahr 2018 etwa 18.084,88 Millionen Euro betrug, was der zweithöchste aller Börsen ist. Der Handelswert (Aktien und festverzinsliche Wertpapiere) der Iran Fara Bourse stieg deutlich um etwa 40,5 %. Die Marktkapitalisierung im Jahr 2018 stieg im Vergleich zum Indikator im Jahr 2017 um über 64 %.

## Mitgliedschaften
Sie ist Teil der
- Sustainable Stock Exchanges Initiative